# مهرشاد شهیدی
مهرشاد شهیدی‌نژاد منفرد طهرانی (۶ آبان ۱۳۸۱ – ۴ آبان ۱۴۰۱) سرآشپز و دانشجوی ۲۰ سالهٔ ایرانی بود که در خیزش ۱۴۰۱ ایران توسط نیروهای امنیتی جمهوری اسلامی ایران کشته شد.

## زندگی
مهرشاد شهیدی‌نژاد منفرد طهرانی، سرآشپز و نیز دانشجوی هتل‌داری دانشگاه علمی-کاربردی اراک بود که به صورت حرفه‌ای آشپزی و در کافه-رستوران بوته اراک کار می‌کرد. مهرشاد در رشته‌های ژیمناستیک، بدن‌سازی، والیبال، دوچرخه‌سواری کوهستان و شنا صاحب مدال‌های قهرمانی بود.

## کشته‌شدن
مهرشاد شهیدی در خیزش ۱۴۰۱ ایران در ۴ آبان ۱۴۰۱ و در ۱۹ سالگی بر اثر ضربات متعدد باتون به سر، به‌دست نیروی‌های امنیتی جمهوری اسلامی در محل زندگی‌اش اراک کشته شد. سه شاهد عینی در خیابان شاهد «ضرب‌وجرح هولناک» او توسط مأموران امنیتی بوده‌اند. این شاهدان گفتند که «مطمئن نیستند مهرشاد همان‌جا در خیابان جان باخته است یا بعد از آن که مأموران امنیتی او را با خود برده‌اند.» نزدیکان مهرشاد شهیدی به رادیو فردا گفتند که «تمام پیکر او بر اثر شدت ضربات کبود شده بود، آثار ضربات بر سرش کاملاً مشهود بود و چشم‌هایش از گاز اشک‌آور کاملاً خشک شده بود.» امیر شهیدی، پدر مهرشاد، وقایع را در اینستاگرام این گونه شرح داده است:
مهرشاد از ناحیه سر و پیشانی و بینی و قفسه سینه دچار شکستگی شده و خونریزی مغزی می‌کند. ضاربان به جای انتقال وی به بیمارستان دستان مهرشاد نیمه جان را با بست کمربندی بسته و به پایگاه اطلاعات سپاه میدان مقاومت می‌برند. حدود ساعت ۲۱:۰۰ پیکر بی‌جان او را به بیمارستان ولیعصر اراک منتقل می‌نماید. کارکنان بیمارستان به مأمور همراه وی می‌گویند که بیمار فوت نموده. حوالی ساعت ۲۱:۳۰ مهرشاد را با آمبولانس به سردخانه آرامستان اراک منتقل می‌نمایند… هیچ فردی از اعضای اطلاعات یا کادر بیمارستان، با ما تماس نگرفت. حدود ساعت ۲۲:۰۰ از رستوران با بنده تماس گرفتند و گفتند که مهرشاد در زمان استراحت خود از رستوران خارج شده و دیگر بازنگشته. به محض شنیدن خبر، بنده به اتفاق همسرم به ادارات و بیمارستان‌های شهر مراجعه نمودیم. متأسفانه تمام مراکز فوق از سرنوشت مهرشاد اظهار بی‌اطلاعی نموده در حالی که همگی از اتفاقات اخیر خبر داشتند. آن شب تا ساعت ۳:۰۰ بامداد، پیگیر مفقود شدن مهرشاد نازنین بودیم ولی نتیجه‌ای نگرفتیم. فردای آن روز با پزشکی قانونی تماس گرفتیم. بعد از مدت ۱۰ دقیقه از دادسرای اراک تماس گرفتند… و اذعان داشتند که جنازه‌ای در سردخانه آرامستان اراک موجود است که باید برای شناسایی آن اقدام کنید. به اتفاق همسرم به دادسرا رفتیم و یکی از مأموران آگاهی تصویر بی‌جان مهرشاد عزیز را که در گوشی موبایل به ما نشان داد. نمی‌دانید که چه بر ما گذشت. سپس به اتفاق کارکنان آگاهی به آرامستان رفته و پس از رویت جسم پاک نور چشممان در سردخانه آرامستان اراک، متوجه شدیم آثار جراحت و ضرب و جرح بر پیکر بی جانش مشهود است.

## خاک‌سپاری
مراسم خاکسپاری مهرشاد شهیدی در ۷ آبان ۱۴۰۱ با حضور مردم اراک برگزار شد. در مراسم خاک‌سپاری مهرشاد، شعارهایی چون: «مهرشاد باغیرت تولدت مبارک» و «فرشته باغیرت، تولدت مبارک» و نیز شعارهایی بر ضد جمهوری اسلامی چون «مرگ بر دیکتاتور» داده شد که با پرتاب گاز اشک‌آور مأموران امنیتی روبه‌رو شد. به گفتهٔ نزدیکان مهرشاد و شاهدان عینی، بیش از ۱۵ هزار نفر در مراسم خاک‌سپاری او شرکت کردند.

## مراسم هفتم و چهلم
مراسم هفتم او در ۱۲ آبان ۱۴۰۱ و در اراک برگزار شد؛ معترضان در این مراسم نیز شعارهای ضد حکومتی دادند. مراسم چلهم مهرشاد شهیدی ۱۷ آذر ۱۴۰۱ در میان تدابیر شدید امنیتی در آرامستان اراک برگزار شد. همزمان با چهلم مهرشاد شهیدی در اراک جو شدید امنیتی برقرار بود. پیش از آغاز مراسم، نیروهای حکومتی با محاصره خانه مهرشاد شهیدی در اراک، خانواده او را برای جلوگیری از برگزاری مراسم چهلم فرزندشان حبس خانگی کردند. همزمان با این مراسم اما گروهی از معترضان جوان در اراک جلوی منزل خانوادگی او تجمع کردند و شعار دادند: «اراکی باغیرت، حمایت حمایت …». مأموران و خودروهای سرکوب حکومت، پیش از آغاز مراسم، گورستان اراک را با صف‌بندی در اطراف آن محاصره کردند. همچنین برای جلوگیری از برگزار شدن این مراسم، روز ۱۶ آذرماه اعلام شده بود آرامگاه این شهر در روز ۱۷ آذر تعطیل است. با این حال، شهروندان با خودروهای خود به سمت آرامستان این شهر حرکت کردند تا در این مراسم شرکت کنند.

## سالگرد
ماموران جمهوری اسلامی به مراسم سالگرد مهرشاد شهیدی حمله و حسین حسین خانی را بازداشت کردند. این مراسم بعد از اینکه جمهوری اسلامی اجازه برگزاری آن در چهارم آبان را نداد، به‌طور محدودی در روز پنجم آبان سال ۱۴۰۲ برگزار شد. امیر شهیدی‌نژاد، پدر مهرشاد، در رشته‌توئیتی به تاریخ شنبه ششم آبان نوشت که روز چهارم آبان هم‌زمان با سالگرد مهرشاد «به دلیل برخی محدودیت‌ها و محاصره مزار و اطراف آن توسط نیروهای امنیتی، امکان برگزاری مراسم مقدور نشد… یکی از مأموران جهت ایجاد رعب و وحشت از مردم فیلمبرداری می‌نمود و یکی دیگر گل‌های هدیه‌شده به مزار مهرشاد را به سطل زباله می‌ریخت.»